# Ricardo Baeza
Ricardo Baeza Durán (Bayamo, 1890-Madrid, 3 de febrero de 1956) fue un escritor, poeta, traductor, diplomático, editor, ensayista y periodista español. Entre 1915 y 1939 alcanzó gran prestigio en la vida literaria e intelectual española, hasta que el final de la guerra civil y el comienzo de la dictadura de Franco le obligó a exiliarse a Argentina, donde desarrolló también una destacada labor cultural, sobre todo en el campo de la edición. Se casó con María Martos Arregui O'Neill Jalón, una de las fundadoras del Lyceum Club Femenino, con quien tuvo dos hijos: Carmen y Fernando.

## Primeros años
Nació en 1890 en la ciudad cubana de Bayamo. Sus padres, ambos españoles, regresaron pronto a Madrid, por lo que su formación académica tuvo lugar en esta ciudad, siendo compañero de estudios de Ramón Gómez de la Serna en el Instituto Cardenal Cisneros y en la Universidad Central madrileña.

## Años 1915-1939
Su amistad con Ramón Gómez de la Serna influirá en la que es su actividad más recordada, la de traductor. El joven Ricardo colaboró con la revista Prometeo —considerada por algunos estudiosos como la primera revista vanguardista de España—, empresa animada por Ramón, enviando traducciones de obras de Gabriele D’Annunzio, Paul Fort, Remy de Gourmont, Maurice Maeterlinck, Filippo Tommaso Marinetti, Rachilde, Arthur Rimbaud, Georges Rodenbach, Marcel Schwob, George Bernard Shaw, Oscar Wilde... En 25 números de la revista realizó 36 traducciones de cinco idiomas distintos de dieciocho autores, dando a conocer la obra de grandes escritores hasta el momento ignorados en España. Colaborará también en la Revista de Occidente, fundada por José Ortega y Gasset en 1923.
Fundó una revista, una empresa y una compañía de teatro y llamó a las tres Atenea. Comenzó fundando con los hermanos Calleja una nueva editorial; empezaron llamándola Minerva y dos años después le cambiaron el nombre por Atenea. En ella se publican muchas de sus traducciones. En 1919 decide liquidar su parte en la floreciente editorial y con el capital funda una compañía teatral a la que también llama Atenea. Una de las razones fue su inquietud por el panorama teatral existente, los grandes retrasos entre la publicación de la traducción de una obra y que ésta fuera representada, así como las mutilaciones a que eran sometidas por las compañías comerciales de la época. Describió el proyecto a José Alsina —crítico de teatro en El Sol—, no tanto como «un nuevo ensayo de Teatro Libre», sino como una experiencia que aspiraba a «ofrecer teatro-teatro poniendo en contacto a la gente con los grandes valores de la dramática universal». El primer actor fue Miguel Muñoz, una de las actrices Herminia Peñaranda (esposa de Jacinto Grau) y el figurinista Roberto Montenegro. Debutaron en el Teatro de la Princesa el 29 de septiembre de 1919. Tras ser sustituidos por la compañía de María Guerrero, salieron de gira por provincias en diciembre y enero, pero no repiten la experiencia porque la ruina económica se cierne sobre ellos debido a que las obras de Ibsen, Wilde y Grau no logran atraer el público necesario.
Trabajó como periodista en El Sol durante varios años. Destinado como corresponsal en Londres entre septiembre y noviembre de 1920, se desplazó por Irlanda, desde donde informaría sobre la causa del Sinn Féin y la cruel represión de las autoridades británicas. Será tiroteado por la policía inglesa al volver su autobús de una excursión turística por Dublín. «Es preciso vivir aquí unos días, para comprender lo que puede ser un infierno terrestre organizado», escribiría en esos días. Fruto de esta experiencia fue la publicación —diez años después, en 1930— de su libro La isla de los Santos. Itinerario en Irlanda, cuando el país había obtenido su independencia. En él incluye como apéndice los artículos escritos tras su regreso a Londres en los que se declaraba partidario de la política de negociación del gobierno de William Thomas Cosgrave y desilusionado por la actitud intransigente de los republicanos de Éamon de Valera. Esto le trajo la reprimenda privada de la representante del Sinn Féin en Madrid.
En El Sol no llegaría a ocupar el cargo de crítico de teatro, pero sí publicaría varios artículos sobre el tema, destacando la serie «En torno al problema del teatro», entre octubre de 1926 y enero de 1927.
Como muchos otros intelectuales liberales, en los años de la dictadura de Primo de Rivera ingresó en la masonería. En concreto, se inició en 1927 en la Logia «Dantón», perteneciente a la Gran Logia Regional del Centro. En la fraternidad masónica adoptó el nombre de «Menalco».
En 1927 volvió a asumir por segunda y última vez la dirección artística de una compañía de teatro, la de Irene López Heredia y Ernesto Vilches. El 7 de abril de 1928 llegan al Teatro Poliorama de Barcelona para representar Un marido ideal de Oscar Wilde, con traducción del propio Baeza. Pero los desacuerdos con López Heredia hacen que cuando finalice la estancia en Barcelona se separe de la compañía.

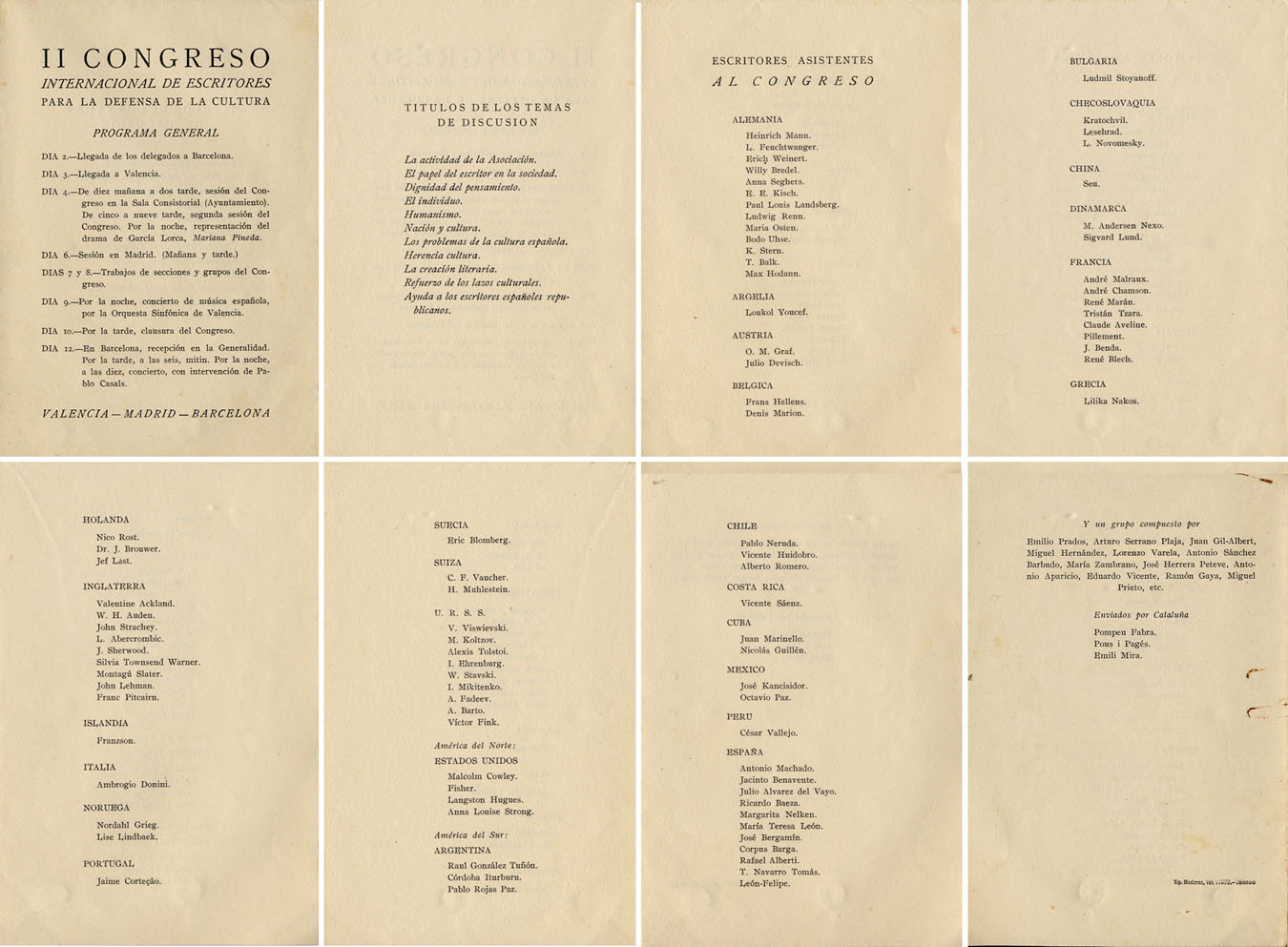
II Congreso internacional de escritores para la defensa de la cultura.

Entre 1931 y 1935 Baeza fue embajador de la Segunda República Española en Chile. Al comenzar la Guerra Civil Española se trasladó con su familia a Londres. En julio de 1937 intervino en el II Congreso Internacional de Escritores para la Defensa de la Cultura, organizado por la Alianza de Intelectuales Antifascistas que presidió hasta que pasó el cargo a José Bergamín. La derrota republicana acabó forzando su exilio, del que no volvería a España hasta 1952.

## Exilio en Argentina y actividad editorial
Ricardo y su familia se trasladaron a Argentina, asentándose en Buenos Aires. En la capital argentina prosiguió con sus traducciones y colaboró con la mayoría de las editoriales que tenían su sede en la ciudad del Plata: Jackson, Emecé, Sudamericana, Losada, Sur, Hachette, Anaconda y El
Ateneo. Ahora bien, de todas ellas, destacó su colaboración con las dos primeras —Jackson y Emecé— «para las que diseñó y dirigió varias
colecciones de clásicos de la literatura».
En la editorial Jackson creó la colección «Grandes Novelas de la Literatura Universal», en 40 tomos, con una buena proporción de autores españoles, con prólogos y bibliografías escritos por él. También se hizo cargo de la serie «Clásicos Jackson», textos universales de la literatura occidental en 40 tomos más uno de índice general, supervisados por un comité directivo constituido por autoridades tan prestigiosas como Alfonso Reyes o Federico de Onís. En Emecé, fundó y dirigió la «Biblioteca Emecé de Obras Universales», colección que en 1952 pasaba del centenar de volúmenes, muchos de los cuales con prólogos y bibliografías a su cargo. La colección pretendía cubrir la necesidad de formar una biblioteca de libros fundamentales para un hogar, con textos íntegros y versiones fidedignas, sin descuidar una presentación material atractiva, manejable y asequible.
A finales de los años 1940 se trasladó a París, donde obtuvo un cargo en la UNESCO.

## Retorno a España y muerte
Volvió del exilio en 1952 y se estableció en Madrid, en la calle Lázaro Galdiano 2. Desde su regreso de Argentina «su estado de salud era muy precario. Padecía arterioesclerosis renal e insuficiencia cardiaca, y apenas salía a la calle»; falleció de un paro cardíaco el 3 de febrero de 1956.

## Obras
- Clasicismo y romanticismo (Madrid, Compañía Ibero-Americana de Publicaciones, 1929).
- La isla de los Santos (Itinerario en Irlanda) (Madrid, Compañía Ibero-Americana de Publicaciones, 1930).
- Bajo el signo de Clío (Madrid, Ulises, 1931).
- En compañía de Tolstoi. Seguido de otros motivos e indicaciones (Madrid, Renacimiento, 1932).
- Comprensión de Dostoiewsky y otros ensayos (Barcelona, Editorial Juventud, 1935).
- Literatura epistolar (Barcelona, Éxito, 1951).

## Traducciones
Tradujo, entre otras, las siguientes obras:
- Hilaire Belloc: Richelieu.
- Joseph Conrad: El negro del Narcissus; Tifón; La línea de sombra; Una confesión.
- Denis Diderot: La paradoja del comediante.
- Fiódor Dostoyevski: Novelas y cuentos.
- John Galsworthy: El mono blanco.
- Graham Greene: El fin del romance; El fin de la aventura.
- Frank Harris: Vida y confesiones de Oscar Wilde.
- Emil Ludwig: Napoleón; Julio 1914: el estallido de la Gran Guerra; Goethe: historia de un hombre; Genio y carácter.
- Bronislaw Malinowski: La vida sexual de los salvajes del nordeste de la Melanesia (Madrid: Morata, 1932; reeditada en 1971 y 1975).
- Marco Aurelio: Meditaciones.
- Dmitri Merezhkovski: El Mesías, Akhenaton rey de Egipto.
- Étienne Pivert de Senancour: Obermann.
- François de La Rochefoucauld: Máximas y reflexiones morales.
- George Santayana: El último puritano.
- Thornton Wilder: El puente de San Luis Rey.
- Oscar Wilde: Obras completas; El retrato de Dorian Gray; El abanico de Lady Windermere; El príncipe feliz; La importancia de llamarse Ernesto; El crimen de lord Arthur Savile y otras historias; El fantasma de Canterville; El alma del hombre bajo el socialismo; Intenciones.
- H. G. Wells: Esquema de la historia: historia sencilla de la vida y de la humanidad. Tomo II. Madrid, Publicaciones Atenea, 1925 (Imp. Clás. Esp.).